# Væver (efternavn)
Væver er et efternavn, der henviser til blandt disse personer:
- Andreas Væver
- Jens Jensen Væver